# Лозна
Ло̀зна или Ло̀зена (на гръцки: Κρεμαστά, Кремаста, катаревуса Αγριοκερασέα, Агрокерасеа, до 1927 година Λόσνα, Лосна) е обезлюдено село в Република Гърция, разположено на територията на дем Неврокоп (Неврокопи) в област Източна Македония и Тракия.

## География
Съседните му села са Витово, Борово, Долна Лакавица, Дебрен и Черешово. Селото се намира на възвишение на западния бряг на река Места. До селото се достига по черен път от Черешово.

## История

### Етимология
Според Йордан Н. Иванов името е жителско име от начално *Лозяне, от местното име *Лоза.

### В Османската империя
В съкратен регистър на тимари и зиамети във вилаета Тимур хисар и в нахиите Неврокоп, Калоян, Кьопрьолю и др. от 1444 година фигурира и село Лозна (Лозне), от което в зиамета на Яхши бей, син на Хамза бей влизат 13 немюсюлмани и 1 вдовица с приход 956 акчета. В запазен опис, датиран между 1498 и 1502 година село Лозна (Лозно) е регистрирано като село с 12 немюсюлмански домакинства, 3 неженени немюсюлмани и 1 вдовица. В списъка на населените места с регистрирани имена на главите на домакинствата през втората половина на XV и началото на XVI век в село Лозна (Лозно) са регистрирани 16 лица. В съкратен регистър на тимари, зиамети и хасове в ливата Паша от 1519 година село Лозна (Лозно) е вписано както следва - немюсюлмани: 19 домакинства, неженени - 2, вдовици - 1. В съкратен регистър на санджаците Паша, Кюстендил, Вълчитрън, Призрен, Аладжа хисар, Херск, Изворник и Босна от 1530 година са регистрирани броят на мюсюлманите и немюсюлманите в населените места. Регистрирано е и село Лозна (Лосна) с мюсюлмани: 6 домакинства, неженени - 12; немюсюлмани: 30 домакинства, неженени - 1; вдовици - 6. В съкратен регистър на санджаците Паша, Кюстендил, Вълчитрън, Призрен, Аладжа хисар, Херск, Изворник и Босна от 1530 година са регистрирани броят на мюсюлманите и немюсюлманите в населените места. Регистрирано е и село Лозна (Лозно) с мюсюлмани: 26 домакинства, неженени - 3. В подробен регистър на санджака Паша от 1569-70 година е отразено данъкоплатното население на Лозна както следва: мюсюлмани - 1 семейство и 1 неженен; немюсюлмани - 14 семейства, 20 неженени и 2 вдовици. В подробен регистър за събирането на данъка авариз от казата Неврокоп за 1723 година от село Лозна (Лозне) са зачислени 10 мюсюлмански домакинства.
В XIX век Лозна е мюсюлманско село в Неврокопска каза на Османската империя. В „Етнография на вилаетите Адрианопол, Монастир и Салоника“, издадена в Константинопол в 1878 година и отразяваща статистиката на населението от 1873 година, Лозна (Lozna) е посочено като село с 20 домакинства и 58 жители мюсюлмани. Съгласно статистиката на Васил Кънчов („Македония. Етнография и статистика“) към 1900 година в Лозна живеят 219 българи мохамедани в 40 къщи, говорещи на турски език.

### В Гърция
През Балканската война в 1912 година в селото влизат български войски. Селото е обезлюдено през войната. През 1927 година името на селото е сменено от на Кремаста (Κρεμαστά), което в превод от гръцки значи „окачен“, но в него не са настанени гръцки бежанци от Турция.